# روسباخ (شهر اتریش)
روسباخ (به آلمانی: Rußbach) یک منطقهٔ مسکونی در اتریش است که در ناحیه کورنویبورگ واقع شده‌است. روسباخ ۱٬۳۳۳ نفر جمعیت دارد.